# Codex Aleppo
Codex Aleppo (hebr. כֶּתֶר אֲרָם צוֹבָא, Keter Aram Tsova) er et manuskript af den hebraiske bibel, angiveligt et værk af en af de indflydelsesrige masoreter Aaron ben Asher fra det 10. århundrede e.Kr. Det var i lang tid det eneste komplette manuskript af hele Det gamle testamente, men ca. en tredjedel har manglet siden 1947, også det meste af Pentateuken, .
Teksten er af yderst god kvalitet med en meget akkurat gengivelse efter masoretiske principper og med meget få afskrivningsfejl. Codex Aleppo er den højeste autoritative kilde i udarbejdelsen af den originale hebraiske tekst til Bibelen.